# Geschichte und Entwicklung der Mainzer Brauereien
Die Geschichte und Entwicklung der Mainzer Brauereien kann über einen Zeitraum von mehr als 600 Jahren belegt werden.

## Der Beginn
Mainz ist seit der Römerzeit als Weinanbaugebiet sehr geprägt (siehe auch Weinbau in Mainz), es hat aber auch eine große Biergeschichte. Frühe Aufzeichnungen in Mainz belegen im 13. Jahrhundert schon einige Bierhäuser in der Mainzer Altstadt, ob da aber bereits Bier gebraut wurde, ist nicht genau bekannt. Um 1400 werden auch erste Bierbrauer in Mainz genannt. In der Literatur erstmals mit Bezug aufs Bierbrauen erwähnt wird 1564 der Verkauf der Behausung zum Korb (spätere Schöfferhof Brauerei) an Hans Rucker „mit allen Rechten, auch dem Brauzeug, Pfannen, Bütten und allem, was zum Bierbrauen gehört“.
Es folgte die „Bierbrauerei zur Sonne“, der Standort in der Betzelsstraße, damals noch Betzelsgasse, wird bereits 1568 als Bierhaus und die Zuteilung des Braurechts erwähnt, noch ohne die Bezeichnung Sonne.

## Der Aufschwung
Im 18. bis in die Anfänge des 20. Jahrhunderts erhöhte sich die Zahl der Brauereien auf zeitweise über vierzig. Mitte des 19. Jahrhunderts kam auf knapp 1000 Einwohner 1 Brauhaus, eine rasante Entwicklung. Damit stellte das Braugewerbe auch wirtschaftlich eine beachtliche Bedeutung dar, bedenkt man, dass nicht nur die Brauereien, sondern auch die Zulieferer von Hopfen, Malz, Fässer, Flaschen ihre Einnahmequellen hatten.
Anfangs wurde das Bier nur für den Eigenverbrauch in der angeschlossenen Schankstube gebraut. Später erfolgte dann der Verkauf »über die Gass« auch an umliegende Bewohner. Nur Wenige vergrößerten den Betrieb zur Produktion in Fässern und Flaschen. Zahlreiche Erfindungen und die Industrialisierung im 19. Jahrhundert verbesserte die Qualität des Biers. Durch die Entwicklung von Export- und Lagerbier wurde das Getränk als Handelsartikel interessant. Bier wurde nun über längere Zeit haltbar und konnte auch über die Stadt- und Landesgrenzen transportiert werden. Immer größere und bessere Abfüllanlagen, der Einsatz der ersten Kältemaschinen und Dampfmaschinen trugen zum Aufschwung der großen Mainzer Brauereien bei. Zum Nachteil der kleinen Brauereien, die ab 1850 in Mainz immer mehr mit den größer werdenden Brauereien und deren günstigeren Produktionskosten, der mehrmals erhöhten Biersteuer, den Depots auswärtiger Brauereien und den sinkenden Weinpreisen zu kämpfen hatten. So blieben am Ende 1900 nur noch wenige Brauereien übrig, einige kleinere Braustätten wurden aufgekauft, andere mussten schließen oder wurden nur noch als Gasthäuser weiter geführt.

## Die großen Mainzer Brauereien
Es begann die Zeit der Mainzer Aktien Bier, der Brauerei zur Sonne, Brauerei zum schwarzen Bären, Altmünster Brauerei, Schöfferhof und Rheinische. Die Produktionsmöglichkeiten in den alten Stammhäusern waren aber zu begrenzt, deshalb wurden Neubauten errichtet und der Bierausstoss dadurch erheblich vergrößert, um 1900 wurden fast 600.000 hl erreicht. Die Mainzer Aktien Bier gehörte zeitweise zu den größten Brauereien in Deutschland mit einem jährlichen Bierausstoss von knapp 300 000 hl im Jahr 1907/08. Teilweise wurden die Brauereien umgewandelt in Aktiengesellschaften (Altmünster Brauerei, Schöfferhof und Rheinische, die Mainzer Aktien Bier war seit ihrer Gründung 1859 bereits eine AG). Einzig die Brauerei zum Birnbaum blieb im Innenstadtbereich im ehemaligen Braubetrieb und produzierte bis 1916. Berühmt wurde diese Brauerei durch ihren Besitzer Michael Geier, der mit zwei Ehefrauen 36 Kinder hatte. Ob dies an der Qualität des Bieres lag, ist nicht überliefert.
Die Rheinische Brauerei musste bereits 1912 ihren Braubetrieb einstellen, nachdem die Großaktionäre ihr Geld zurück forderten, 1920 folgte die Altmünster Brauerei. Die Brauerei zum schwarzen Bären traf 1945 eine Fliegerbombe und zerstörte wichtige Teile der Brauerei, ein Wiederaufbau konnte nicht erfolgen. Die Schöfferhof Brauerei, die bereits seit 1905 mit der Frankfurter Bürgerbräu zusammenarbeitete, wurde 1921 von der Binding-Brauerei Frankfurt übernommen und der Braubetrieb in den 60er Jahren eingestellt. Bis 1982 produzierte noch die Mainzer Aktien Bier, bereits viele Jahre vorher schon in der Aktienmehrheit von der Binding-Brauerei Frankfurt, bevor auch hier die Schließung erfolgte. Einzig die Sonnenbrauerei, bis zuletzt in Privatbesitz, braute noch bis 1990 eigenes Bier.
Somit überlebte keine der ehemals über 40 Brauereien in Mainz die Zeit bis heute.

## Brauereien in den Vororten von Mainz

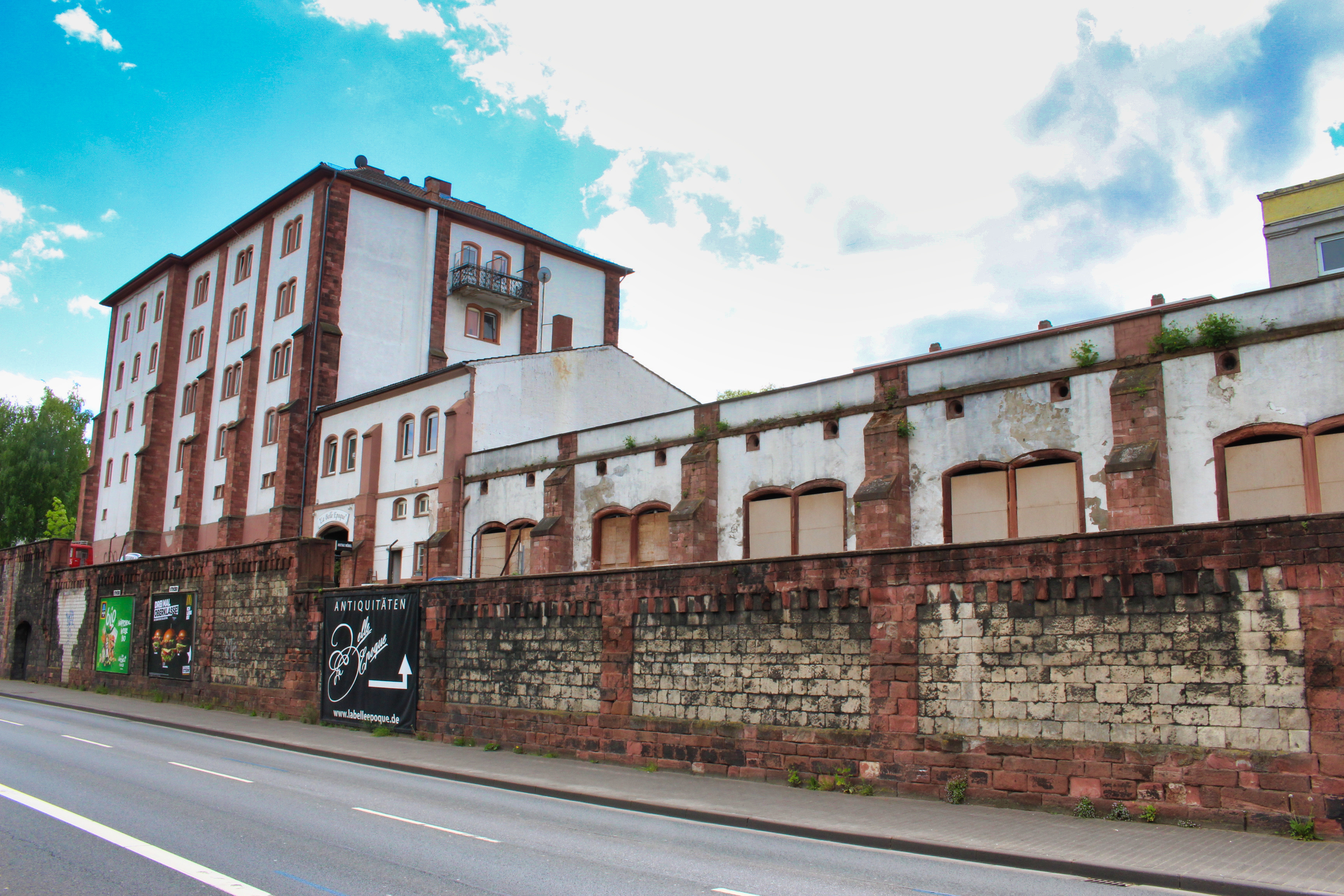
Gebäude der ehemaligen Rheinischen Brauerei in Weisenau

Auch in den damals noch nicht eingemeindeten Vororten wurde Bier gebraut. In Gonsenheim fand man die Gebrüder Becker, in Finthen das Ausflugslokal mit Brauerei Königsborn, in Kastel u. a. zum goldenen Anker, Diehl und Nachbauer und in Kostheim v.d. Bergh. Viele dieser Brauereien wurden von größeren Brauereien übernommen oder mussten ihre Produktion einstellen. In Weisenau siedelten sich aus dem Mainzer Stadtbereich durch Neubau die Brauerei zum schwarzen Bären und die Rheinische Brauerei an, da die Kapazitäten in den Stammhäusern zu klein wurden.

## Entwicklung seit den 1980er Jahren
Mit dem Schöfferhofer Weizen Bier erinnert heute noch der Name an eine frühere Mainzer Brauerei, der Brauerei Schöfferhof. Das Abbild des Peter Schöffer wurde in einer abgewandelten Form bereits früher auf den alten geprägten Flaschen dieser ehemaligen Mainzer Brauerei verwendet.
Seit Ende der 1980er Jahre sind in Mainz wieder kleinere Brauereien wie das Eisgrub-Bräu (1989), das Brauhaus Castel (1990) und das Rheinhessen-Bräu (2007) entstanden. Das Proviantamt Mainz bietet seit 2004 das Mainzer Aktien Bier nach alter Rezeptur gebraut an. Damit setzt sich der bundesweite Trend zu kleinen Gasthausbrauereien auch in Mainz fort.
Seit 2013 ist das im Rahmen einer Bachelor-Arbeit von zwei Kommunikationsdesign-Studenten gegründete Start-up-Unternehmen „Eulchen Bier“ mit verschiedenen Biersorten in Mainz präsent. Nachdem die Gründer seit 2014 eine Trinkhalle in der Mainzer Neustadt und seit 2016 saisonal den „Schlossbiergarten“ im Hof des Kurfürstlichen Schlosses betrieben, übernahmen sie 2018 mit dem Traditionslokal „Klingelbeutel“ in der Altstadt ihre erste Kneipe. Im Oktober 2017 gab das erfolgreich gewachsene Unternehmen Eulchen GmbH den bevorstehenden Umzug der Brauerei in denkmalgeschützte Räume der ehemaligen Sektkellerei Kupferberg als festen Sitz mit zentraler Produktion bekannt. Das genutzte Gelände umfasst auf 1.000 m² eine Brauanlage von 10 hl, eine Abfüllanlage sowie eine Braustube. Als weitere Craft-Beer-Brauerei produziert seit 2017 „Kuehn Kunz Rosen“ im ehemaligen Rohrlager der Mainzer Stadtwerke mit eigener Schankstube und Biergarten mehrere Hausmarken und Saisonbiere.

## Kulturgeschichte
Im Stadthistorischen Museum fand vom 15. Juni 2012 bis 3. Februar 2013 die Sonderausstellung »Frisch vom Fass – Geschichte des Bierbrauens in Mainz« statt. Gezeigt wurde die Geschichte der ehemaligen Mainzer Brauereien in Wort und Bild auf 2 m hohen Schautafeln. Unterstützt wurde die Ausstellung durch viele Exponate wie Bierflaschen, Etiketten, Bierdeckel, Schriftstücke, Bierkästen, Gläser, Krüge und vieles mehr.